# Zurab Zurabishvili
Zurab Zurabishvili (georgisch ზურაბ ზურაბიშვილი; * 1. September 1973 in Tbilisi, Georgische SSR) ist ein georgischer Opernsänger (Tenor).

## Leben
Zurabishvili studierte ab 1988 am Konservatorium Tbilisi bei Ana Chikhradze und setzte mit 21 Jahren sein Studium am Salzburger Mozarteum bei Martha Sharp fort und beendete es 2002. Meisterkurse bei Bernd Weikl und Sherrill Milnes und weitere Studien bei Riccardo Lombardi und Hanna Ludwig rundeten seine Ausbildung ab.
2003 debütierte er am Theater Augsburg, war dann von 2006 bis 2010 am Staatstheater Darmstadt und danach bis 2013 Mitglied des Aalto-Musiktheaters Essen. Seither gastiert er international.
Zurabishvili tritt nicht nur im italienischen und französischen Repertoire auf, sondern ist auch Spezialist für moderne Partien (Mieczysław Weinberg: Der Idiot, Fürst Myschkin), russische Oper (Prokofjews Der Spieler) und Wagner-Rollen.

## Rollen (Auswahl)
| Wolfgang Amadeus Mozart - Idomeneo (Idomeneo) - Don Ottavio (Don Giovanni) Gaetano Donizetti - Leicester (Maria Stuarda) Fromental Halévy - Eléazar (La Juive) Vincenzo Bellini - Pollione (Norma) Richard Wagner - Erik (Der fliegende Holländer) - Tannhäuser (Tannhäuser) - Parsifal (Parsifal) | Giuseppe Verdi - Otello (Otello) - Oronte (I Lombardi) - Carlo (I masnadieri) - Duca di Mantova (Rigoletto) - Alfredo (La traviata) - Manrico (Il trovatore) - Macduff (Macbeth) - Rodolfo (Luisa Miller) - Don Alvaro (La forza del destino) Jacques Offenbach - Hoffmann (Les contes d’Hoffmann) Georges Bizet - Don Jose (Carmen) | Pjotr Iljitsch Tschaikowski - Lenski (Eugen Onegin) - Hermann (Pique Dame) Ruggero Leoncavallo - Canio (Pagliacci) Giacomo Puccini - Des Grieux (Manon Lescaut) - Rodolfo (La Bohème) - Cavaradossi (Tosca) - Kalaf (Turandot) |

## Aufnahmen
- Puccini: Manon Lescaut (DVD)
- Eugen d’Albert: Die schwarze Orchidee (CD)